# The Zodiac
The Zodiac è un film del 2005 diretto da Alexander Bulkley.

## Trama
Verso la fine degli anni sessanta un inafferrabile serial killer noto come Zodiac terrorizza la baia di San Francisco, mentre gli investigatori cercano di fermarlo prima che falci altre vittime.

## Produzione

### Colonna sonora
1. With a Girl Like You – 2:09 – The Troggs
2. It's the Most Wonderful Time of the Year – 2:47 – Andy Williams
3. Papa Noel – Brenda Lee
4. The Sun Whose Rays Are All Ablaze – William S. Gilbert e Arthur Sullivan
5. Trouble No More – 2:39 – Muddy Waters
6. Time Has Come Today – 11:00 – The Chambers Brothers

## Distribuzione
Il film è uscito il 17 marzo 2006 in 10 sale cinematografiche in edizione limitata, con classificazione R da parte della MPAA, e successivamente è uscito in DVD in Nord America il 29 agosto 2006. Il DVD è uscito sul mercato britannico il 18 settembre.

## Accoglienza

### Incassi
Il film è costato 1 milione di dollari ed ha incassato in tutto 86,872 dollari.

### Critica
Il sito di recensioni Rotten Tomatoes ha mostrato che solo otto recensioni su 31 sono state positive, con un voto medio del critico di 4,1/10. Il sito web ha valutato il film come "pessimo", con il 26% delle recensioni favorevoli.
Il sito Metacritic ha pubblicato cinque recensioni di The Zodiac, a cui ha assegnato un punteggio complessivo di 21/100.